# Hypanartia godmanii
Hypanartia godmanii är en fjärilsart som beskrevs av Bates 1864. Hypanartia godmanii ingår i släktet Hypanartia och familjen praktfjärilar. Inga underarter finns listade i Catalogue of Life.

## Bildgalleri

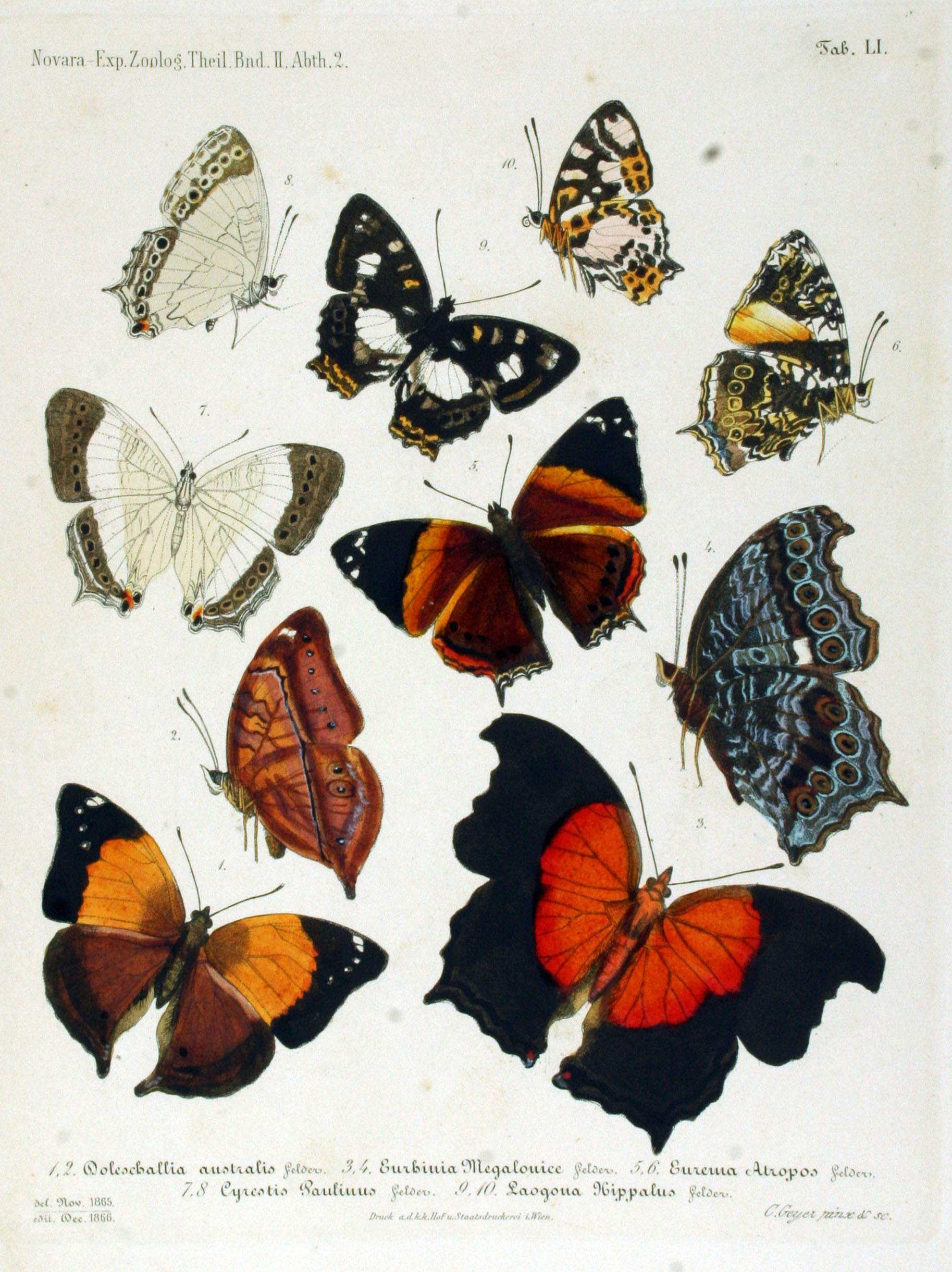